# Christopher Stewart Wallace

Christopher Stewart Wallace (2023)

Christopher „Chris“ Stewart Wallace (* 26. Oktober 1933; † 7. August 2004) war ein australischer Informatiker und Physiker.

## Leben
Wallace wurde 1959 an der Universität Sydney promoviert.
1968 erhielt er einen Ruf an die Monash University zur Gründung des Department of Information Science (später umbenannt in Computer Science). 1996 wurde er emeritiert.
Wallace war Mitglied der Australian Computing Society und der Association for Computing Machinery. Von letzterer erhielt er 1995 den Status Fellow.
Wallace war verheiratet mit Judy Ogilvie, Operator von SILLIAC, dem ersten Australischen Supercomputer.

## Wissenschaftliche Arbeit
Chris Wallace entwickelte auf dem ersten Computer Sydneys ein Programm zur Analyse von kosmischer Strahlung.
Seine wissenschaftliche Arbeit beinhaltet Beiträge zu Multiplikation (Wallace-Tree-Multiplizierer) und Zufallszahlgenerierung mit Computern sowie das minimum message length principle, eine Formulierung von Ockhams Rasiermesser.

## Veröffentlichungen (Auswahl)
- C. S. Wallace, Statistical and Inductive Inference by Minimum Message Length, Springer (Series: Information Science and Statistics), 2005, ISBN 0-387-23795-X (posthum)